# Inselkirche Baltrum

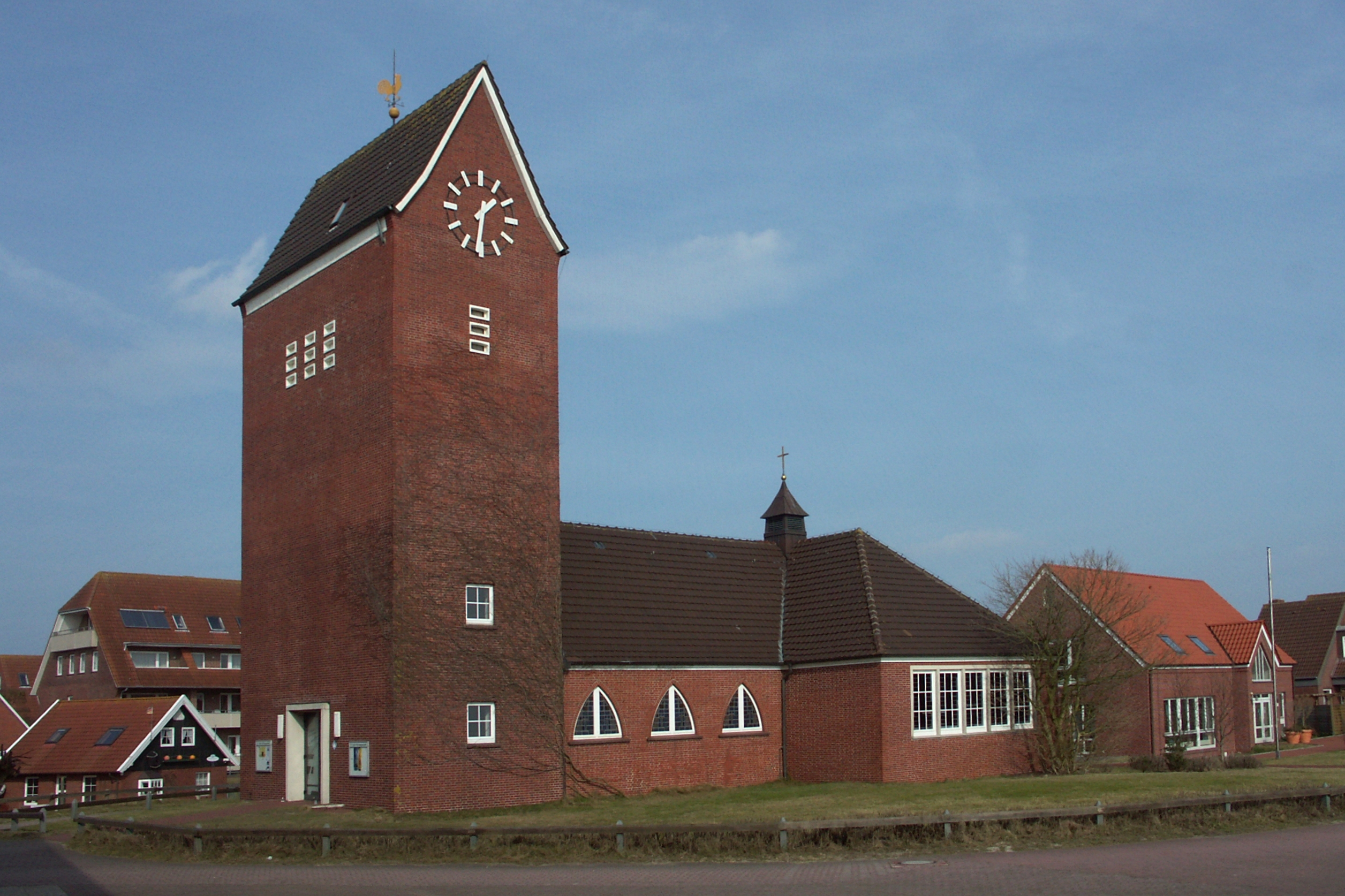
Außenansicht der Inselkirche

Die evangelisch-lutherische große Inselkirche wurde in den Jahren 1929 bis 1930 auf der ostfriesischen Insel Baltrum errichtet.

## Geschichte
Die Geschichte der Kirchen hängt unmittelbar mit der Wanderung der Insel Richtung Osten zusammen. In den letzten zwei Jahrhunderten hatte die Insel nacheinander fünf Kirchen, die jeweils weiter östlich verlegt wurden. Im Jahr 1736 ist zum ersten Mal eine Inselkirche bezeugt, die westlich der Ortschaft stand, damals bereits als baufällig bezeichnet wurde und 1746 in den Fluten unterging. Der Nachfolgebau wurde 1756 östlich des Ortes errichtet und diente den Einwohnern ein knappes halbes Jahrhundert als gottesdienstlicher Versammlungsraum. Der Standort dieser beiden Kirchen befindet sich heute auf der Insel Norderney. Das zweite Gotteshaus stand bis 1808, wurde in der Funktion aber bereits 1800 durch ein neues Gebäude abgelöst, das nur bis 1825 den Fluten standhalten konnte. Die im Jahr 1826 errichtete Alte Inselkirche gehört heute zu den Sehenswürdigkeiten der Insel.
Als nach dem Ersten Weltkrieg die Zahl der Badegäste auf der Insel anwuchs, war die Kapazität der alten Kirche mit ihren 50 Plätzen überschritten, so dass man in den Jahren 1929 bis 1930 die große Inselkirche errichtete, zunächst noch ohne Querschiff, das 1959 angebaut wurde. In den Jahren 1964/65 wurde der Turm erhöht und mit einem Satteldach statt des vorherigen Walmdachs versehen. Statt eines Wetterhahns sitzt auf dem First ein Lutherschwan. Über der Vierung sitzt ein kleiner Dachreiter. 
Die bis dahin vorhandene große Glocke aus Bronze mit dem Schlagton as′ wurde 1930   von M. & O. Ohlson, Lübeck gegossen. Sie wurde 1965 um zwei kleinere der Glockengießerei Otto aus Bremen-Hemelingen ergänzt. Diese zwei ebenfalls aus Bronze gefertigte Glocken haben die Schlagtöne des″ und es″ und wiegen 240 kg und 170 kg.
Heute bietet das Gebäude Platz für 300 Personen und ist die Hauptkirche der Gemeinde. Abendandachten werden während der Saison montags und freitags in der Alten Inselkirche gehalten.
Östlich der Großen Kirche steht das Gemeindehaus, das am 11. September 2003 eingeweiht wurde.

## Baubeschreibung

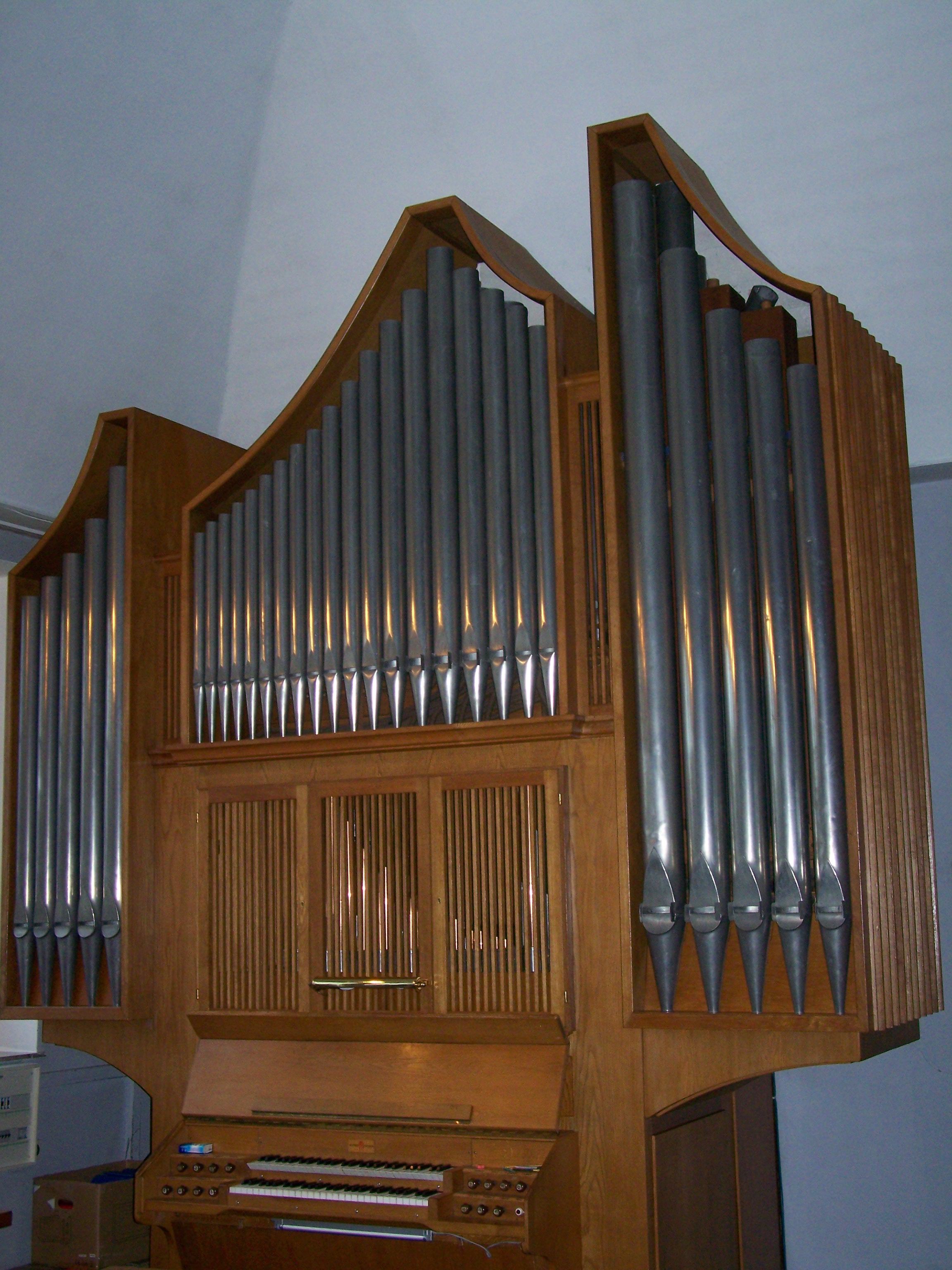
Orgel der Inselkirche

Die kreuzförmig angelegte Kirche wird durch ein Walmdach abgeschlossen. Die spitzbogigen Fenster in den alten Langseiten, zwei im Osten und drei im Westen, sind mit buntem Bleiglas versehen, während die Süd- und Nordwand der neueren Seitenarme durch je fünf rechteckige, nebeneinander liegende Fenster durchbrochen werden. In der Ostmauer befindet sich ein einziges kleines Rundbogen-Fenster.

## Ausstattung
Der Innenraum ist schlicht gestaltet. Der Mittelgang zwischen den beiden Reihen mit den hölzernen Kirchenbänken gewährt den Blick auf den erhöhten Altartisch unter dem kleinen Fenster. 
Die Orgel wurde in den Jahren 1959 bis 1961 von Alfred Führer errichtet und im Jahre 2004 von Martin ter Haseborg renoviert. Das Instrument steht vorne neben dem Altarbereich und verfügt über 14 Register auf zwei Manualen und Pedal.

## Bücherei im Turm
Im Kirchturm befindet sich eine Bücherei, in der während der Saison (Ostern bis November) dienstags und freitags zwischen 16 und 17 Uhr kostenfrei Bücher ausgeliehen werden können. Der Bestand umfasst nahezu 3.000 Titel. Neben Bestsellern und Belletristik finden sich dort auch Baltrum- und Ostfrieslandliteratur sowie Lebensberater und geistliche Werke. Ein Bereich mit Kinderbüchern und Comics ist ebenfalls vorhanden.
Durch das Kirchturmfenster eröffnet sich ein Blick gen Osten über die Insel.